# Włodzimierz Dżugan
Włodzimierz Dżugan (ur. 14 stycznia 1910 w Posadzie Olchowskiej, zm. 9–11 kwietnia 1940 w Katyniu) – polski urzędnik, podporucznik rezerwy piechoty Wojska Polskiego, ofiara zbrodni katyńskiej.

## Życiorys
Urodził się 14 stycznia 1910 w Posadzie Olchowskiej w rodzinie wyznania greckokatolickiego Grzegorza (kowal) i Tekli. Miał brata Michała (1914-1996). Kształcił się w Państwowym Gimnazjum im. Królowej Zofii, gdzie w 1928 ukończył VI klasę.
Pracował jako urzędnik, był zatrudniony w Urzędzie Miejskim we Lwowie. Został awansowany do stopnia podporucznika ze starszeństwem z dniem 1 stycznia 1935. Został przydzielony do 52 pułku piechoty, stacjonującym w garnizonie Złoczów.
W sierpniu 1939, wobec zagrożenia konfliktem, został zmobilizowany w macierzystym 52 pułku piechoty (po wybuchu II wojny światowej w czasie wojny obronnej 1939 jednostka wchodziła w skład 12 Dywizja Piechoty walczącej w Armii „Prusy”). Po agresji ZSRR na Polskę został aresztowany przez Sowietów i był przetrzymywany w obozie jenieckim w Kozielsku (w tym czasie przysłał trzy listy: z 29 listopada 1939, 19 stycznia i 11 lutego 1940). 8 kwietnia został zabrany do Katynia (rosyjski badacz Aleksiej Pamiatnych zidentyfikował go na liście wywózkowej NKWD nr N 418/12), gdzie został rozstrzelany między 9 a 11 kwietnia 1940 przez funkcjonariuszy Obwodowego Zarządu NKWD w Smoleńsku oraz pracowników NKWD przybyłych z Moskwy na mocy decyzji Biura Politycznego KC WKP(b) z 5 marca 1940. Pogrzebano go w bezimiennej mogile zbiorowej, gdzie od 28 lipca 2000 mieści się oficjalnie Polski Cmentarz Wojenny w Katyniu. W miejscu tym prowadzone były ekshumacje i prace archeologiczne. W 1943 jego ciało zostało zidentyfikowane w toku ekshumacji prowadzonych pod nadzorem Niemców pod numerem 501 – raport dzienny z 25 kwietnia 1943 (w dokumentach niemieckich dosłownie określony jako Wladimierz Drugan; został odnaleziony w mundurze, przy jego zwłokach znajdowały się: metryka aktu ślubu zawartego we Lwowie, łańcuszek, portmonetka oraz dwie pocztówki). Figuruje na liście Komisji Technicznej PCK pod numerem 0501 opisany jako Drugan Włodzimierz.

### Życie prywatne
Jego żoną została Stanisława z domu Bednarska, z którą miał syna Ottona. Oboje w czasie wojny przebywali we Lwowie.

## Upamiętnienie
5 października 2007 minister obrony narodowej Aleksander Szczygło mianował go pośmiertnie na stopień porucznika. Awans został ogłoszony 9 listopada 2007 w Warszawie, w trakcie uroczystości „Katyń Pamiętamy – Uczcijmy Pamięć Bohaterów”.

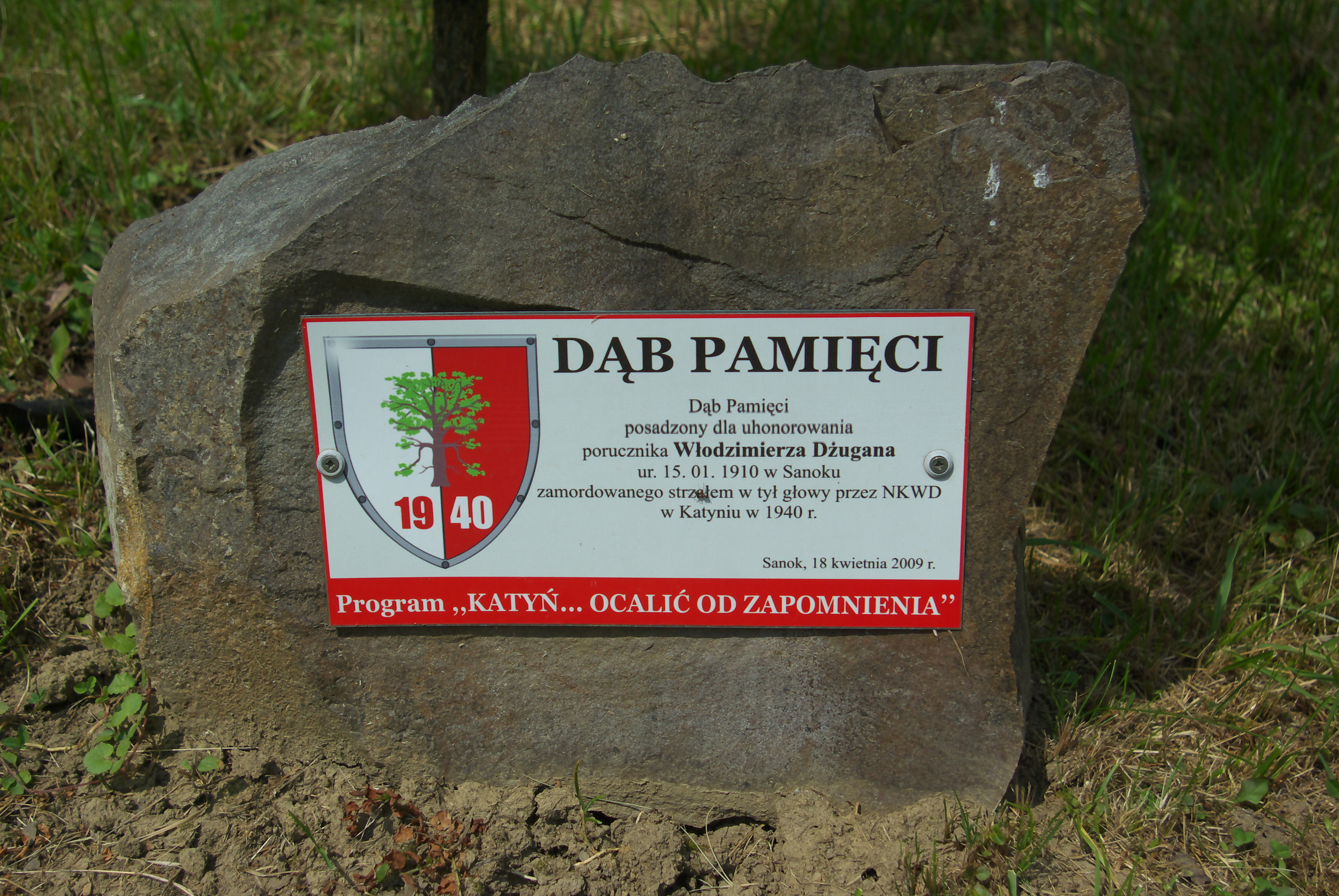
Kamień przy Dębie Pamięci honorującym Włodzimierza Dżugana w Sanoku

18 kwietnia 2009, w ramach akcji „Katyń... pamiętamy” / „Katyń... Ocalić od zapomnienia”, w tzw. Alei Katyńskiej na Cmentarzu Centralnym w Sanoku zostało zasadzonych 21 Dębów Pamięci, w tym upamiętniający Włodzimierza Dżugana (zasadzenia dokonał Krzysztof Dżugan, Komendant Powiatowy Państwowej Straży Pożarnej w Sanoku).
Tabliczka upamiętniająca Włodzimierza Dżugana została ustanowiona na Cmentarzu Centralnym w Szczecinie.